# No Color
No Color è il quarto album in studio del gruppo musicale folk rock statunitense The Dodos, pubblicato nel 2011.

## Tracce
1. Black Night – 4:22
2. Going Under – 6:04
3. Good – 6:10
4. Sleep – 3:12
5. Don't Try and Hide It – 3:46
6. When Will You Go – 4:36
7. Hunting Season – 4:46
8. Companions – 4:45
9. Don't Stop – 4:22

## Formazione
Gruppo
- Meric Long - voce, chitarra, tastiere
- Logan Kroeber - batteria, percussioni

Ospiti
- Neko Case - cori
- Keaton Snyder - vibrafono, percussioni
- Erin Wang, Ivo Bokulic, Philip Brezina, Steph Bibbo - archi